# Mianyang
Mianyang is een stad en prefectuur in de Chinese provincie Sichuan, gelegen op een afstand van 100 km ten noordoosten van Chengdu. De prefectuur telt 4.868.243 inwoners op een oppervlakte van 20.281 km². De stad zelf heeft 1.549.499 inwoners en is hiermee een van de grootste steden van de provincie.
Mianyang is recent uitgegroeid tot een centrum van elektronica en heeft talrijke wetenschappelijke onderzoeksbureaus. Mianyang heeft ook een eigen nationaal vliegveld Mianyang Airport.
De stad ligt aan de rivier de Fu Jiang en heeft verbindingen met Guangyou, Suining, Nanchong, Deyang. Uitvalsbasis voor het berggebied richting Jiangyou en Pingwu en Songpan, en tevens naar Wenchuan en Barkam en Yushu (Qinghai, Midden-China).
De stad had zwaar te lijden onder de aardbeving van 12 mei 2008.

## Geografie
Mianyang is verdeeld in:
- twee districten:
  - Fucheng (涪城区)
  - Youxian (游仙区)
- één arrondissementstad Jiangyou City (江油市)
- vijf arrondissementen
  - Santai (三台县)
  - Yanting (盐亭县)
  - An (Sichuan) (安县)
  - Zitong (梓潼县)
  - Pingwu (平武县)
- en één autonome arrondissement Qiang autonome arrondissement Beichuan (北川羌族自治县)